# Jean Victor Coste
Jean Jacques Marie Cyprien Victor Coste, född 10 maj 1807 i Castries (Hérault), död 19 september 1873 i Résenlieu, var en fransk naturforskare.
Coste blev professor i embryologi vid Collège de France 1841 och generalinspektör över flod- och havsfisket 1862. Han publicerade viktiga embryologiska arbeten, bland annat Recherches sur la génération des mammifères et la formation des embryons 1834, tillsammans med Delpech, och Histoire générale et particulière du développement des corps organisés, i två band, 1847–1859, och verkade för att utveckla fiskodling. Till exempel var det på hans och Henri Milne-Edwards förslag som man inrättade den stora fiskodlingsanstalten i Hüningen.